# Pašinac
Pašinac (cyr. Пашинац) – wieś w Serbii, w okręgu toplickim, w mieście Prokuplje. W 2011 roku liczyła 120 mieszkańców.